# Kabupaten de Jayawijaya
Le kabupaten de Jayawijaya (en indonésien : Kabupaten Jayawijaya) est une subdivision administrative de la province de Papouasie des hautes terres en Indonésie. Son chef-lieu est Wamena.

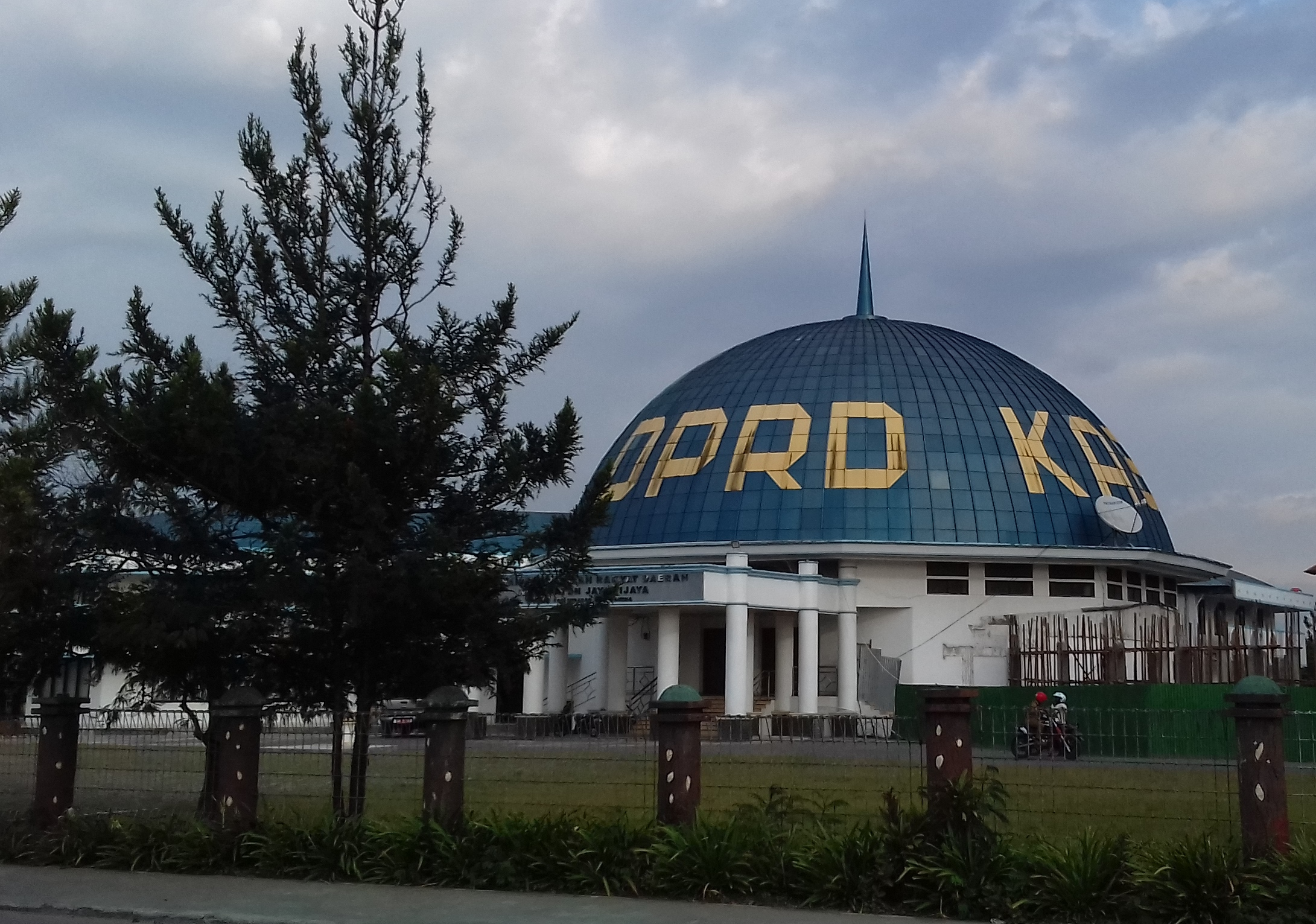
Conseil représentatif du peuple régional du bâtiment de la régence de Jayawijaya à Wamena

## Géographie
Le kabupaten s'étend sur un territoire de 7 031 km2 dont la majeure partie est située dans les monts Maoke. Son chef-lieu, Wamena, est situé dans la vallée de Baliem.

## Histoire
Le kabupaten est créé le 10 septembre 1969 comme subdivision de la province d'Irian Jaya. Il occupe alors une superficie de 52 916 km2. Entre 2002 et 2008, son territoire est divisé pour former sept autres kabupaten, ce qui réduit sa surface à 7 031 km2. Il fait partie de la province de Papouasie jusqu'au 11 novembre 2022, date à laquelle est créée celle de Papouasie des hautes terres.

## Démographie
En 2020, la population s'élevait à 272 984 habitants dont 92,84 % sont chrétiens et 6,76 % musulmans.